# Fronteira Emirados Árabes Unidos–Omã
A fronteira entre Omã e os Emirados Árabes Unidos, num total de 410 km de extensão, é composta de quatro trechos:
- o maior, com mais de 85% do total de extensão fronteiriça entre os Emirados Árabes Unidos e Omã, fica a sudeste dos Emirados (noroeste de Omã). Estende-se entre a tríplice fronteira dos dois países com a Arábia Saudita  e o litoral, no golfo de Omã no oceano Índico, quase à entrada do Estreito de Ormuz (Golfo Pérsico)
- o segundo em extensão faz a fronteira do nordeste dos Emirados com o território separado de Omã que forma o Estreito de Ormuz, na Península de Moçandão; Se estende na direção norte-sul.
- os outros dois definem:
  - o enclave de Mada, território omanita de 75 km² dentro dos Emirados Árabes Unidos
  - o enclave de Nahwa, enclave dos Emirados dentro do enclave de Mada; Esses dois enclaves ficam próximos ao sul do território separado omanita citado acima, também nas proximidades do Golfo de Omã. Tiveram seus limites definidos em 1969.

## Barreira
O principal ponto de passagem entre os dois países é aquele localizado entre as cidades de Al Ain nos Emirados e Buraimi em Omã.
Em 2002, os Emirados Árabes Unidos anunciaram que estavam instalando uma cerca ao longo da fronteira Emirados Árabes Unidos-Omã (exceto os enclaves Madha-Nahwa)  em um esforço para conter o fluxo de migrantes ilegais, drogas ilícitas  e terroristas para o país. A barreira construída é uma cerca de arame farpado de 4 metros.
Em 2003, Omã introduziu uma portagem de saída na travessia da fronteira dos Emirados Árabes Unidos. Em julho de 2004, Omã e os Emirados Árabes Unidos lançaram conjuntamente uma repressão coordenada de três dias dentro e ao redor de Al Buraimi e prenderam aproximadamente 1.000 imigrantes ilegais.
Em 2005, os Emirados Árabes Unidos e Omã firmaram formalmente mapas com o objetivo de delinear o traçado das fronteiras entre os dois países desde Umm az-Zamul ao sul, de norte a leste até Eqaidat. O acordo fronteiriço original foi assinado em 1999.